# 카울스도르프노르트역
카울스도르프노르트역(U-Bahnhof Kaulsdorf-Nord)은 베를린 마르찬헬러스도르프구 헬러스도르프에 있는 U5의 역이다. 1989년 7월 1일에 개통했다. 계획된 역명은 헬러스도르퍼 슈트라세(Hellersdorfer Straße)역이었으며, 1989년 7월 1일에 알베르트노르덴슈트라세(Albert-Norden-Straße)역으로 개통했다. 알베르트 노르덴(Albert Norden)은 독일 사회주의통일당 중앙위원회 정치국 위원이었기 때문에 독일의 재통일 과정에서 1991년 10월 2일 현재의 역명으로 개칭되었다.
섬식 승강장의 너비는 12 m이며 헬러스도르퍼 슈트라세 노면 아래에 위치해 있다. 티어파르크역-회노역 구간에서 노면과의 고도 차이가 가장 큰 역으로, 역 천장부와 노면의 높이가 거의 일치한다. 역 진입을 위하여 육교가 설치되어 있으며, 북쪽 육교에는 경사로가 설치되어 있다. 쇼핑 센터 슈프레첸터(Spree-Center)와 인접해 있다. 역 북쪽으로 인상선 2선이 설치되어 있으며, 중간 종착 열차가 사용한다.
개명 이후 역 주변에는 알베르트 노르덴의 흔적이 전부 사라졌기 때문에 2015년 이 역 북쪽에 이나 부트케(Ina Wudtke)가 《알베르트 노르덴은 누구였는가?》(Wer war Albert Norden?)라는 전시를 설치했다.

## 인접 철도역
베를린 버스 191, 197, 269, 291, N5, N91번과 환승할 수 있다.
| 베를린 지하철 5호선 | 베를린 지하철 5호선 | 베를린 지하철 5호선 |
| ------------------- | ------------------- | ------------------- |
| 불레탈 중앙역 방면  | U5                  | 킨베르크 회노 방면  |